# باشگاه فوتبال زنان یانگ الفنت
باشگاه فوتبال زنان یانگ الفنت یک باشگاه حرفه ای فوتبال زنان که در شهر وینیتان لائوس واقع شده است.